# Frammenti di un inganno
Frammenti di un inganno è un film televisivo del 2016, diretto da Roma Roth.

## Trama
Uscita dall'ospedale dove era ricoverata da mesi per le ferite riportate nell'aggressione nella quale perse la vita il padre, l'adolescente Ashley Bennett cerca di superare il difficile momento e tornare alla normalità. Ben presto la ragazza inizia a sospettare che dietro l'aggressione ci sia John, il socio del padre. Insieme al fidanzato Michael, Ashley inizia ad indagare...